# Lola Tung
Lola Tung, née le 28 octobre 2002 à New York (États-Unis), est une actrice américaine. Elle est notamment connue pour son rôle d'Isabel « Belly » Conklin dans la série L'Été où je suis devenue jolie, basée sur le roman de Jenny Han du même nom.

## Biographie

### Enfance et formation
Lola Tung naît le 28 octobre 2002 à New York, aux États-Unis. Elle grandit dans cette même ville et sort en 2020 diplômée de l'école LaGuardia, un établissement réservé aux élèves doués dans le domaine artistique. Lola a des origines suédoises et chinoises du côté de sa mère et son père est originaire de l'Europe de l'Est . Elle a une sœur, Jade Tung. Lola passe beaucoup de temps en Suède car elle a vécu quelque temps avec ses grands-parents suédois. Elle parle un petit peu le suédois et le français, langue qu'elle a pratiqué au collège et au lycée.
À l'automne de cette même année, elle commence à étudier à l'université Carnegie-Mellon,. Elle réussit les examens de sa première année de faculté, avant de prendre une année sabbatique pour participer au tournage de la saison 1 de L'Été où je suis devenue jolie.
Lola Tung joue également de la guitare et pratique le chant.

### Carrière
Au cours du deuxième semestre de sa première année à l'université Carnegie-Mellon, Lola Tung passe une audition pour le rôle d'Isabel Conklin dans L'été où je suis devenue jolie. Il s'agit de l'adaptation télévisée de la trilogie littéraire éponyme de Jenny Han. La série est sortie sur Prime Video au cours de l'été 2022,,.La saison 2 est sortie sur Prime Video en épisodes hebdomadaires du 14 juillet 2023 au 18 août 2023 . Le 3 août 2023 avant que la fin de la saison 2 soit diffusée la saison 3 est confirmée. Le tournage pourra commencer dès que la grève sera terminée et la saison 3 de cette série sortira en début juillet 2025.
En novembre 2024 , il est annoncé que Lola Tung fera partie du casting du reboot du film avec Jenifer Love Hewitt Souviens-toi… l'été dernier  avec notamment  Madelyn Cline et Alexander Nicolas Chavez mais son rôle est finalement coupé au montage final.

## Filmographie

### Télévision
- depuis 2022 : L'été où je suis devenue jolie, de Gabrielle Stanton et Jenny Han : Isabel « Belly » Conklin (rôle principal, 15 épisodes s1 et s2)

## Publications et livres audios
- 2022 : L'Été où je suis devenue jolie, de Jenny Han : Isabelle « Belly » Conklin
- 2022 : L'Été où je t'ai retrouvé, de Jenny Han : Isabelle « Belly » Conklin
- 2022 : L'Été devant nous, de Jenny Han : Isabelle « Belly » Conklin